# Higashi-Kuyakusho-Mae (metropolitana di Sapporo)
Higashi-Kuyakusho-Mae (東区役所前駅?, Higashi-Kuyakusho-Mae-eki) (H05) è una stazione della metropolitana di Sapporo situata nel quartiere di Higashi-ku, a Sapporo, Giappone, servita dalla linea Tōhō.

## Struttura
La stazione è dotata di un marciapiede a isola con due binari passanti in sotterranea e così utilizzati:
| 1 | Linea Tōhō | per Sapporo, Ōdōri e Fukuzumi |
| 2 | Linea Tōhō | per Sakaemachi                |

## Stazioni adiacenti
| «                  | Servizio   | »                     |
| Linea Tōhō         | Linea Tōhō | Linea Tōhō            |
| ------------------ | ---------- | --------------------- |
| Kanjō-Dōri-Higashi | -          | Kita-Jūsan-Jō-Higashi |